# Energia marina de diferències de temperatura

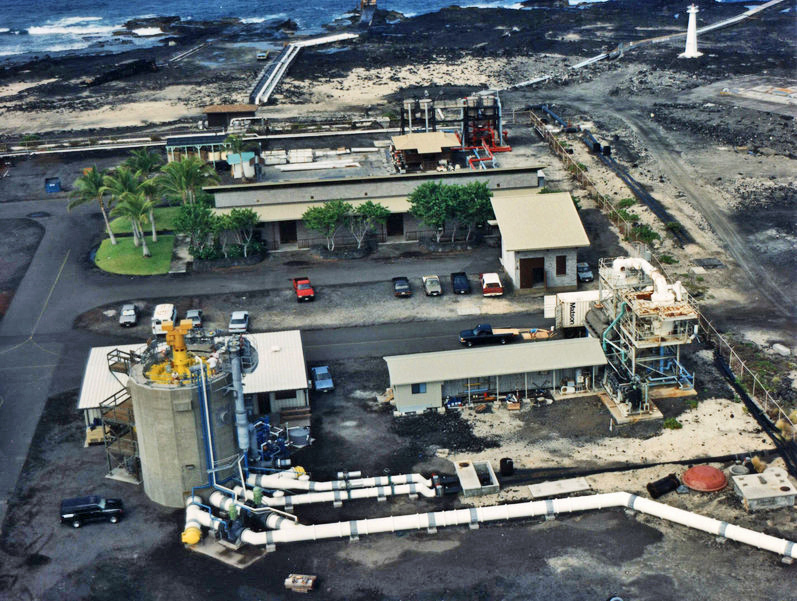
Central maremotèrmica

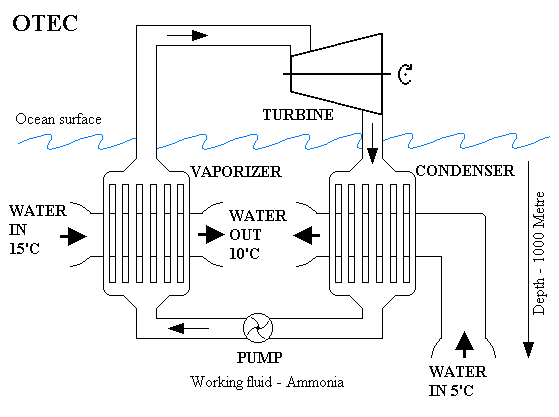
Esquema de funcionament d'una planta d'energia maremotèrmica

L'energia maremotèrmica, energia marina de diferència de temperatures o termotalàssica és un tipus d'energia renovable que es pot aprofitar del medi marí, i que es basa a aprofitar la diferència de temperatures d'aquest entre el fons i la superfície, que ha de ser d'almenys 20 °C. Les plantes maremotèrmiques transformen energia tèrmica en electricitat.
Per a l'obtenció d'energia s'apliquen cicles termodinàmics ideats expressament per a aconseguir un màxim rendiment i un mínim impacte ambiental, però també cicles generals clàssics, com el cicle de Rankine, on l'aigua de la superfície del mar, que pot estar fins a 26 °C, fa de focus calent i l'aigua a uns 500 metres de fondària, a uns 4 °C, fa de focus fred. El sistema sol estar format per un evaporador, una bomba, un condensador i una turbina. Un fluid refrigerant (propà, amoníac, etc.) recull la calor de l'aigua calenta de la superfície marina que passa per l'evaporador i s'escalfa (per exemple a 21 °C i 8,7 atmosferes de pressió), fa moure la turbina, que produeix energia mecànica i que serà transformada en elèctrica per mitjà d'un generador elèctric. En sortir de la turbina, el refrigerant no es deixa anar, sinó que continua per un circuit tancat fins al condensador, on l'aigua freda del fons el torna a refredar i passar a estat líquid, perquè la bomba el pugui enviar altre cop a l'evaporador de la superfície a començar de nou el cicle.